# Höckersamtente

Weibchen der Höckersamtente, Toronto

Die Höckersamtente (Melanitta deglandi), auch als Amerikanische Samtente bekannt, ist eine große Art der Meerenten. Der Gattungsname stammt von den altgriechischen Wörtern μελας melas, μελανος melanos „schwarz“ und νηττα nētta „Ente“. Der Artname deglandi erinnert an den französischen Ornithologen Côme-Damien Degland (1787–1856).

## Beschreibung
Die Höckersamtente ist eine der drei in Nordamerika vorkommenden Arten sowie die größte Art der Gattung Melanitta mit einer Flügelspannweite von ca. 80 cm. Charakteristisch ist ihr wuchtiger Körperbau und großer Schnabel mit schwarzer Basis und großem Höcker. Weibchen erreichen ein Gewicht von 950–1950 g und eine Größe von 48–56 cm (Durchschnitt: 1180 g und 52,3 cm). Sie haben ein braunes Gefieder mit blassen Kopfflecken. Männchen erreichen dagegen ein Gewicht von 1360–2128 g, eine Größe von 53–60 cm (Durchschnitt: 1380 g und 55 cm) und haben bis auf weiße Partien ums Auge und einen weißen Spiegel ein schwarzes Gefieder.

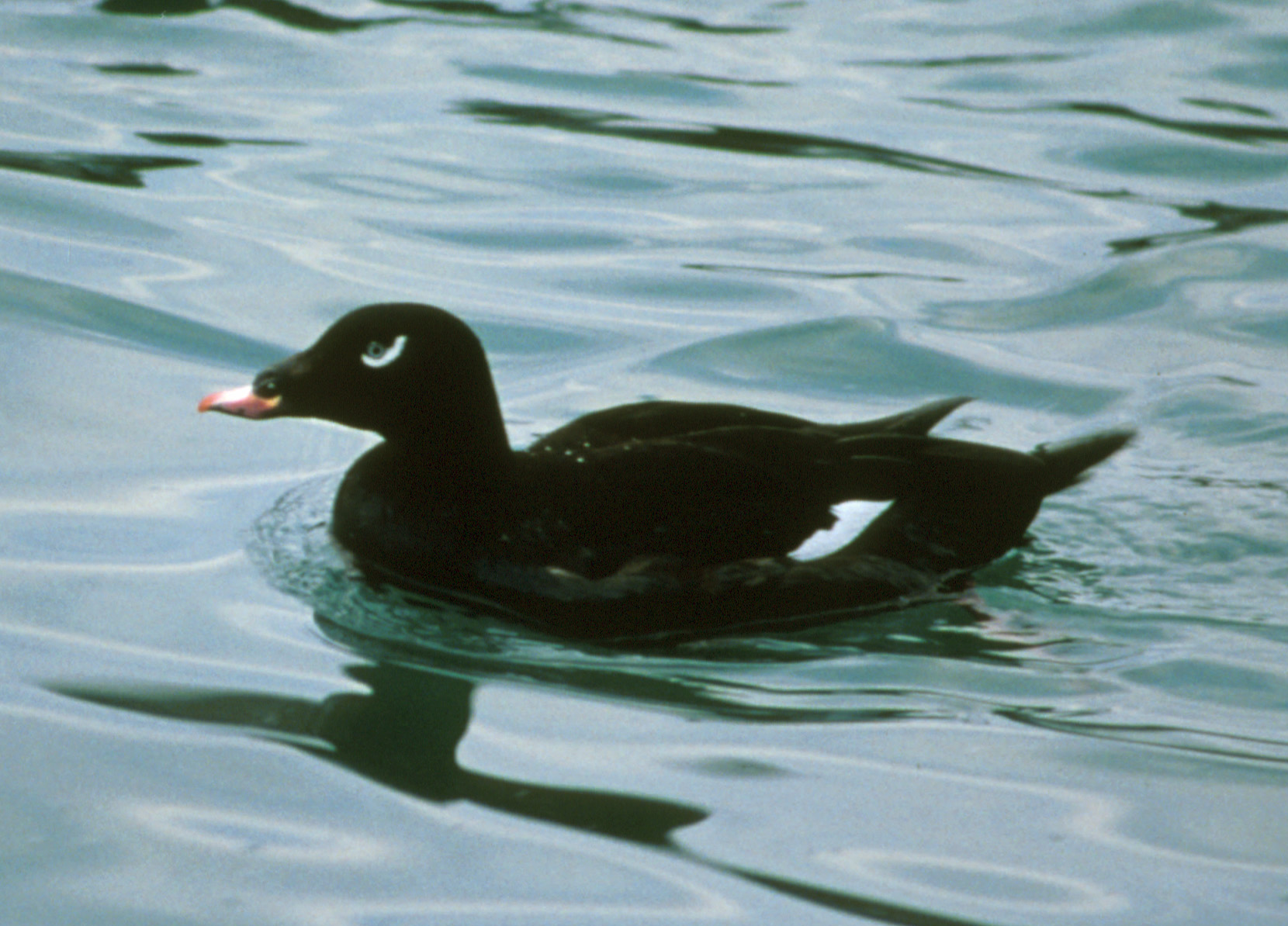
Weiße Gefiederpartien sind bei angelegten Flügeln zwar sichtbar, aber nicht auffällig.

Es gibt eine Anzahl von unterschiedlichen Merkmalen, welche die Höckersamtente von der Kamtschatkasamtente unterscheiden. Die Männchen der Höckersamtente haben braunere Flanken, der Großteil ihres Schnabel ist dunkelgelb gefärbt und sie besitzen einen kleineren Schnabelhöcker, der dem der Samtente ähnelt. Kamtschatkasamtenten haben einen größeren Höcker an der Basis ihres hauptsächlich gelb-orangen Schnabels. Weibchen sind im Feld nicht zu unterscheiden. Eine aktuelle Studie schreibt der Kamtschatkasamtente den Artstatus zu.

## Systematik
Früher wurden die Höckersamtente und die Kamtschatkasamtente als eine Art angesehen. Einige Taxonomen sehen dies immer noch so. Diese zwei Arten werden mit der Samtente und der Brillenente in die Untergattung Melanitta gestellt. Die beiden anderen Arten der Gattung Melanitta (Trauerente und Pazifiktrauerente) werden der Untergattung Oidemia zugeordnet.

## Verbreitung

Verbreitung der Höckersamtente (orange: während Brutzeit, gelb: Migrationsgebiete, blau: außerhalb Brutzeit)

Die Höckersamtente brütet im Norden Nordamerikas und überwintert in den südlicheren temperierten Zonen an den Großen Seen, den nördlichen Küsten der USA und den südlichen Küsten Kanadas in großen Schwärmen. Diese weisen eine große Individuendichte auf. Die Vögel fliegen oft gemeinsam auf.
In Europa kommt sie gelegentlich als Irrgast vor, wie in Schottland, Island, Norwegen und Irland. In Deutschland wurde sie erstmals am 31. Oktober 2023 auf Helgoland nachgewiesen.

## Verhalten

### Brut
Das ausgepolsterte Nest wird in Wäldern und in der Tundra nahe am Meer, an Seen oder Flüssen auf dem Boden errichtet. Das Gelege umfasst fünf bis elf rosafarbene Eier, welche durchschnittlich 46,9 mm breit, 68,2 mm lang und 82,4 g schwer sind. Die Bebrütungsdauer reicht von 25 bis zu 30 Tagen. Nach circa 21 Tagen beginnen einige benachbarte Weibchen, sich aggressiv zu verhalten, was zu Verwirrungen und folglich zum Vermischen von Gelegen führen kann. Somit kümmern sich Weibchen nach der Brut um bis zu 40 Nachkommen. Das Weibchen verlässt diese nach bis zu drei Wochen, die Jungen bleiben dann gewöhnlich weitere drei Wochen zusammen. Nach 63 bis 77 Tagen werden sie flugfähig.

### Ernährung
Im Süßwasser ernähren sich Höckersamtenten vorwiegend von Krustentieren wie dem Flohkrebs Hyalella azteca und Insekten, während im Salzwasser neben den Krustentieren Weichtiere wie Muscheln zur Hauptnahrung zählen.